# Bahaa Mamdouh
Bahaa Mamdouh Ellithi (Doha, 18 aprile 1999) è un calciatore qatariota, centrocampista dell'Al-Ahli Doha.

## Caratteristiche tecniche
È un mediano.

## Carriera

### Club
Ha giocato nella prima divisione qatariota.

### Nazionale
Con la nazionale Under-20 qatariota ha preso parte al campionato mondiale di calcio Under-20 2019.